# 上土井雅大
上土井 雅大(かみどい まさひろ、1998年2月20日 - )は福岡県出身の元陸上競技選手。純真高等学校、亜細亜大学法学部卒業。現役時にはJR東日本ランニングチームに所属していた。

## 経歴
純真高等学校卒業後に亜細亜大学法学部に入学。4年次の箱根駅伝にオープン参加の関東大学連合の一員として出場した。
大学卒業後は東日本旅客鉄道八王子支社管轄のJR東日本ランニングチームに加入。
2022年3月31日を以ってランニングチームを退部し、陸上競技からも引退。今後はJR東日本において、社業に専念する。